# Roden-Waldzeller Rötflächen
Als Roden-Waldzeller Rötflächen wird ein Teil des Naturraums Marktheidenfelder Platte in Bayern bezeichnet, in dessen Gebiet sich die namengebenden Orte Roden und Waldzell befinden. Die Roden-Waldzeller Rötflächen sind als naturräumliche Teileinheit Nr. 132.02 der Haupteinheitengruppe Mainfränkische Platten (Haupteinheit 13) eine von vier Untergliederungseinheiten der namenlosen naturräumlichen Einheit 132.0 in zweiter Nachkommastelle. Die anderen Untergliederungseinheiten der naturräumlichen Einheit 132.0 sind die Karlstadt-Birkenfelder Kalklößplatten (Nr. 132.00), die Eisinger Höhe (Nr. 132.01) und das Urphar-Dertinger Hügelland (Nr. 132.03).

## Naturräumliche Zuordnung
Die Roden-Waldzeller Rötflächen sind in folgender Weise der Haupteinheitengruppe Mainfränkische Platten hierarchisch zugeordnet:
- (zu 13 Mainfränkische Platten)
  - 132 Marktheidenfelder Platte auch (Remlingen-Urspringer Hochfläche)
    - 132.0 Naturräumliche Einheit 132.0 (ohne Namen)
      - 132.00 Karlstadt-Birkenfelder Kalklößplatten
      - 132.01 Eisinger Höhe
      - 132.02 Roden-Waldzeller Rötflächen
      - 132.03 Urphar-Dertinger Hügelland